# Mas Oliveres (Sant Llorenç Savall)
Mas Oliveres és una obra del municipi de Sant Llorenç Savall (Vallès Occidental) protegida com a bé cultural d'interès local.

## Descripció
La masia Oliveres està situada a la banda esquerra de la vall d'Horta, nucli on es concentren un gran nombre de les cases de pagès de Sant Llorenç Savall. El mas el formen un conjunt d'edificis juxtaposats adaptant-se a les necessitats del terreny, que presenta una lleugera pendent. Ha estat aquesta adequació al terreny que li confereix un aspecte compacte entre l'edifici principal i els cossos annexes. Els murs són fets de còdols i morter. Les diferents dependencies de l'habitatge mostren diversos nivells en alçat i també diferents teulades: de dues aigües i també d'una sola vessant.

## Història
El mas Oliveres està situat a la vall d'Horta, un dels sectors que restaven sota dominació del castell de Pera, centre dels senyors feudals del terme. El document més antic de l'existència d'aquest mas se situa a principis del segle xiv, el mas ha mantingut fins als nostres dies l'activitat agrícola.